# Matthias Holland-Letz
Matthias Holland-Letz (* 1961 in Wehrda bei Marburg) ist ein Diplom-Volkswirt, freier Journalist und Autor.

## Leben
Holland-Letz schreibt für den Hörfunk von WDR, DLF, und SWR, die Gewerkschaft Erziehung und Wissenschaft, für Süddeutsche Zeitung und Neues Deutschland. Außerdem publiziert er in Onlinemedien wie Carta,
Er ist Autor des politischen Sachbuchs „Scheinheilige Stifter“.
Er verfasste den Privatisierungsreport der Gewerkschaft Erziehung und Wissenschaft.
2006 veröffentlichte er einen Bericht über die Bertelsmann-Stiftung und recherchiert seitdem zu gemeinnützigen Stiftungen.
Holland-Letz lebt in Köln.

## Scheinheilige Stifter, 2015
Holland-Letz bietet in seiner Publikation mit dem Untertitel Wie Reiche und Unternehmen durch gemeinnützige Stiftungen noch mächtiger werden einen „Streifzug durch den Stiftungs-Dschungel“ (Kapitel 1), in dem es seiner Meinung nach viele Privilegien und kaum Kontrolle gibt. Beispiele sind die Deutsche-Annington-Stiftung, die Dr. Reinfried Pohl Stiftung und die Kühne-Stiftung. Er geht der Frage nach, warum Banken Stiftungen lieben und wie Reiche durch „Sozialkapital“ noch mehr Einfluss gewinnen.
In einer kurzen Chronik stellt er dar, wie der Boom von Stiftungen und Stiftungsvermögen durch Politiker und Lobbyisten geschaffen worden sei, wobei er der Bertelsmann Stiftung eine besondere Rolle zuweist. Den Umbau des Bildungswesens in Schule und Hochschule in den USA und in Deutschland betrachtet er als besonders problematische Folge des Einflusses von Stiftungen auf die Politik. Kritisch sieht er die Digitalisierung der Bildung.
Holland-Letz fordert Transparenzgesetze für Stiftungsaufsichtsbehörden. Ein weiteres Gesetz solle alle Stiftungen veranlassen, „die mehr als – sagen wir – 30.000 Euro pro Jahr einnehmen, wichtige Dokumente regelmäßig zu veröffentlichen. Dazu zählt der Jahresbericht mit Einnahmen und Ausgaben.“ Mehr Stiftungen und weniger Staat, das sei, so Holland-Letz, auch politisch gewollt. Will eine Bundesregierung die politische Umkehr einleiten, so müsste der Gesetzgeber den steuerlichen „Sonderabzug“ für Stifter senken. Außerdem müsste die Stiftungsleitung demokratisiert werden.

Gerhard Klas (Deutschlandfunk) urteilt in seiner Buchkritik, es sei erstaunlich, dass sich Matthias Holland-Letz angesichts der erschütternden Fakten mit Bewertungen zurückhalte, „obwohl sich Begriffe wie „legale Geldwäsche“ und „Entdemokratisierung der Gesellschaft“ geradezu aufdrängen.“ Die Lektüre lasse nur eine Schlussfolgerung zu:
„Es wird höchste Zeit, die Gemeinnützigkeit der Stiftungen auf den Prüfstand zu stellen. Matthias Holland-Letz hat mit seinem gut recherchierten Buch einen Anfang gemacht.“

## Schriften
- Scheinheilige Stifter: Wie Reiche und Unternehmen durch gemeinnützige Stiftungen noch mächtiger werden. Backstein Verlag, 2015, ISBN 978-3-00-050214-9.